# Rudolf Volmer
Rudolf Volmer (* 18. Juni 1821 in Oelde; † 30. Juni 1878 in Paderborn) war ein deutscher Architekt, der in verschiedenen Städten Westfalens wirkte, vor allem jedoch in Paderborn. Nachhaltigen Ruhm erbrachte ihm die Restauration des historischen Rathauses Paderborns, eines der Wahrzeichen der Stadt.

## Leben

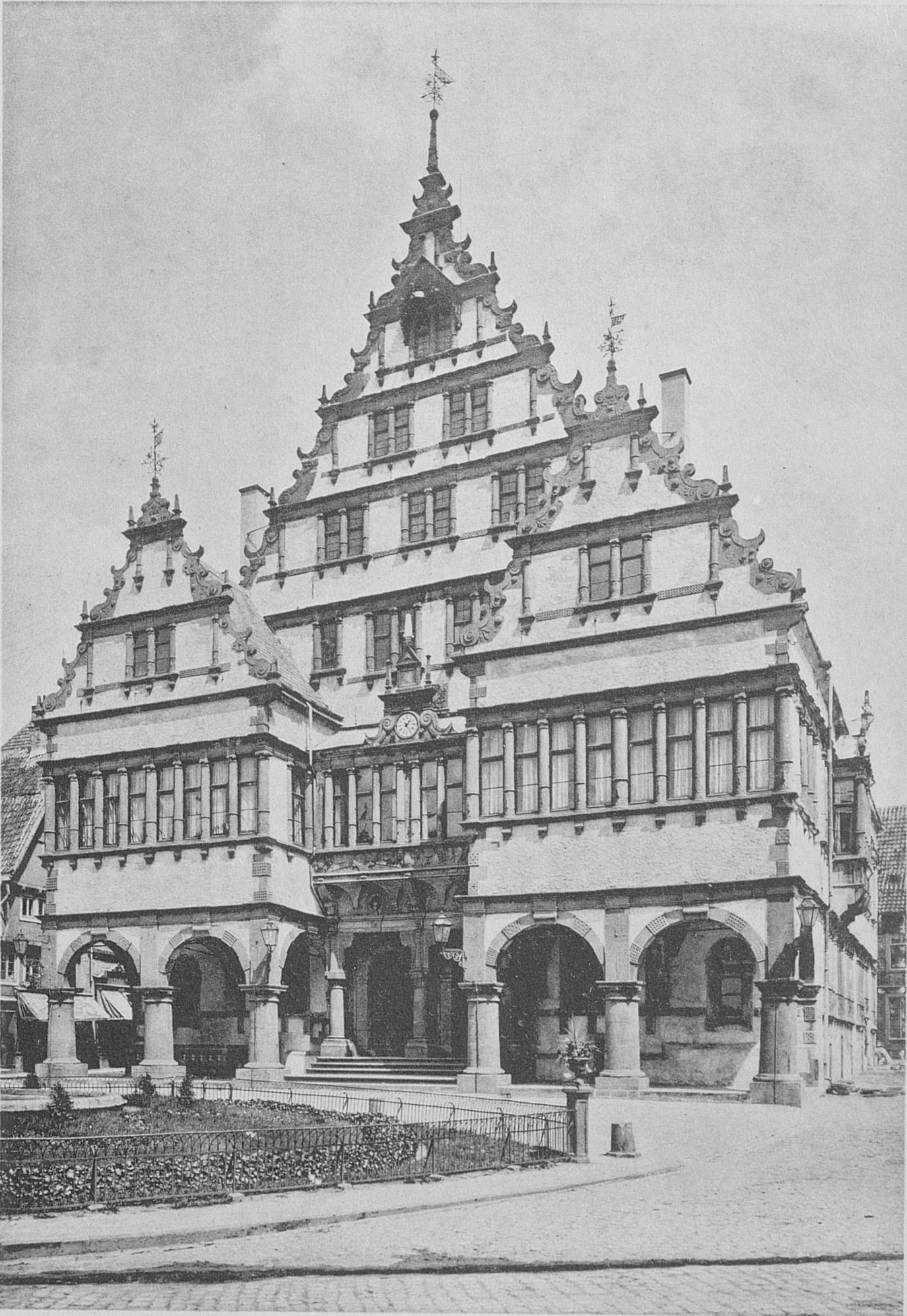
Das Paderborner Rathaus, ca. zehn Jahre nach der Restaurierung durch Volmer

Volmer wurde am 18. Juni 1821 als Sohn des Richters Carl Volmer und seiner Frau Antoinette Speith im münsterländischen Oelde geboren. Sein Vater war dort ein angesehener Bürger, der einen außerordentlichen Ruf genoss. Seine jüngere Schwester Auguste heiratete den bekannten Paderborner Dombaumeister und Diözesanarchitekten Arnold Güldenpfennig. Die Familie lebte im späteren Haus Muschter an der Langen Straße. Vor seiner Laufbahn als Architekt scheint er eine Ausbildung zum Maurermeister beendet zu haben. Wann genau und wo Volmer seine Ausbildung zum Architekten begann, ist unbekannt, es ist allerdings überliefert, dass er in jungen Jahren ab Ende 1848 den ersten Bau des Oelder Marienhospitals leitete, welcher 1852 fertiggestellt wurde. Spätestens ab 1854 war er in Paderborn ansässig. Er wurde dort eingebürgert, heiratete Christina Risse und bekam mit ihr zwischen 1854 und 1861 insgesamt fünf Kinder.
Bescherte ihm die Aufgabe als Restaurator des Rathauses zunächst Ruhm und Ansehen (Volmer wurde unter den Paderbornern schnell als „Retter“ des geschichtsträchtigen Gebäudes gefeiert), fiel er bald bei den Ratsherren in Ungnade und geriet in einen langandauernden Streit mit seinem Bauherrn. Spuren dieser Fehde finden sich bis heute in Form von bissigen Phrasen, die Volmer als Devisen am Rathaus anbringen ließ und von denen mehrere, auch nach Übergabe der Aufgaben an einen anderen Baumeister und Fertigstellung, nicht entfernt worden sind.

Rudolf Volmer starb am 30. Juni 1878 wenige Wochen vor Fertigstellung der Restaurierungsarbeiten, im Alter von 57 Jahren in Paderborn. Gewürdigt wurde er mit einem ehrvollen Nachruf und einem aufgemalten Spruch am Norderker des Rathauses: 
Der mich erdacht und mich gemacht,
Man hat ihn heut zu Grab gebracht.
Rud. Volmer R. I. P.

30. Juni 1878.

## Werk

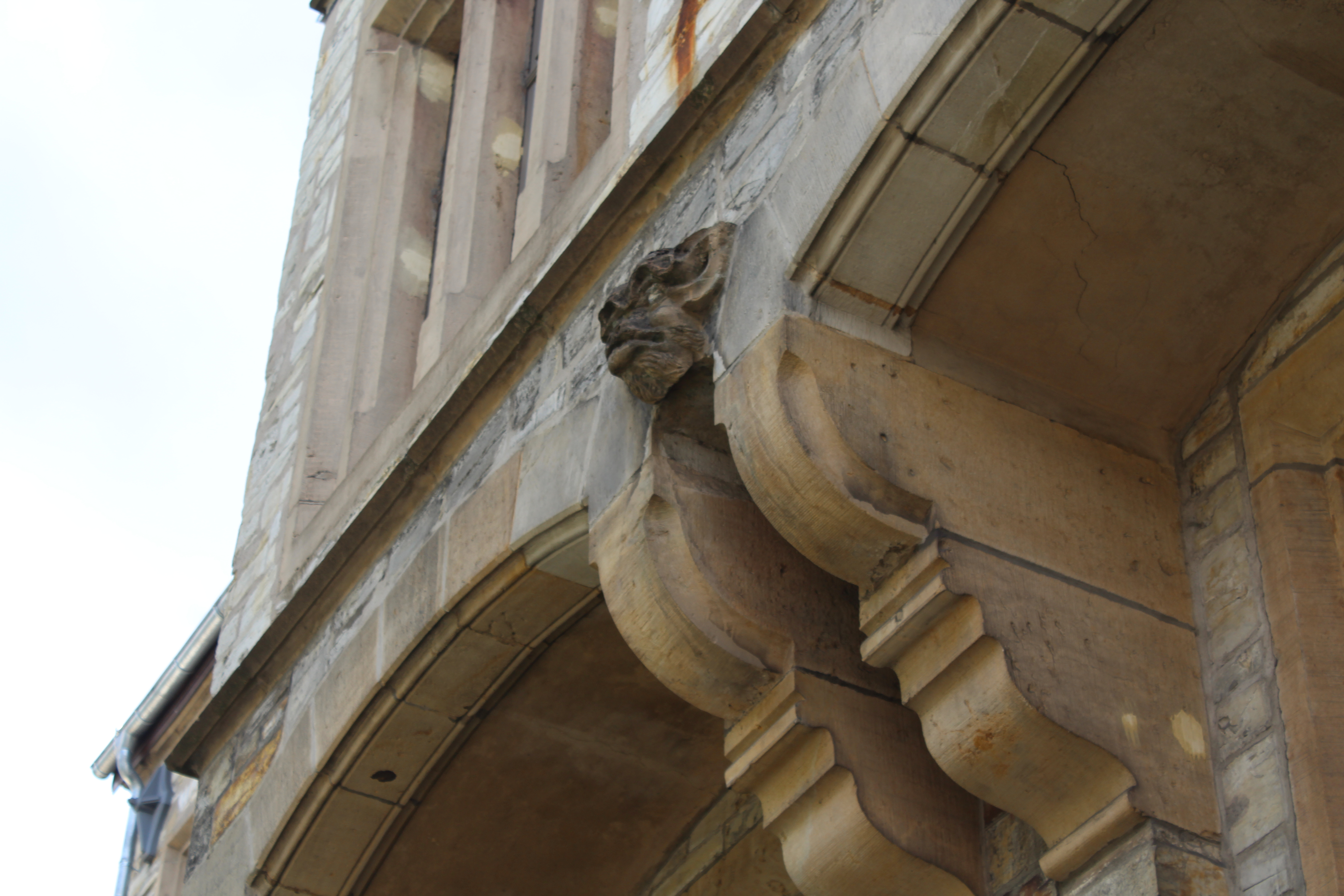
Historisierendes Zierelement (Wasserspeierartige Dekoration) an einem Erkerkapitell am Paderborner Josefshaus

Die Architektur Volmers zählt zur Stilepoche der Neorenaissance. Diese Spielart des Historismus, welche sich in Bauweise und Stil von der Renaissance inspirieren ließ, findet sich in mehreren Neubauten Volmers wieder. Auch bei der Restauration des (tatsächlich renaissancezeitlichen) Paderborner Rathauses setzte er, neben der Instandsetzung der vorhandenen Bausubstanz, auf Ergänzung durch historisierende Elemente. Der Stil Volmers gilt für seine Epoche als vergleichsweise zurückhaltend; der Rückgriff auf die Renaissance zeigt sich bei seinen Neubauten primär in der allgemeinen Herangehensweise bei der Formgebung (markant besonders bei den Fensterbahnen) und in kleineren Details. Volmer zeigte dabei Interesse an regionalen historischen Vorbildern. Besonderer Einfluss ist demnach die Weserrenaissance.
Ein Bauwerk, bei dem Volmer seinen Stil sehr frei ausgestalten konnte, ist das Josefshaus am Paderborner Busdorfwall. Das Gebäude begann Volmer zunächst als Wohnhaus für sich selbst und seine Familie, verkaufte es jedoch noch vor Fertigstellung 1867 an die Kongregation der Schwestern der Christlichen Liebe.
Drei Jahre später wurde Volmer vom Rat der Stadt Paderborn beauftragt, die Restauration des städtischen Rathausgebäudes zu leiten. Dabei entstanden unter anderem die heutige Eingangshalle mit ihrem Kreuzgratgewölbe und das heutigen Haupt- und Nebenportalen. Auch das Treppenhaus erhielt ein neues Erscheinungsbild mit drei Neorenaissance-Treppenhausfenstern. In den Nebenräumen ließ Volmer die Deckengewölbe weiter herausarbeiten. Auch in Ornamentik und den Skulpurarbeiten an und um das Rathaus hinterließ er seine Spur auf dem Gebäude.
Zeitgenössische Kritik zug Volmer sich durch die finanzielle Koordination der Restaurierung zu: Den Kostenanschlag von 17000 Reichstalern konnte er nicht einhalten. Schon 1873 betrugen die Kosten um die 26000 Reichstaler; 1874 hob Volmer seine Schätzung der Gesamtkosten auf 50000 Reichstaler. Dies trug zur Verschuldung der Paderborner Stadtkasse bei und verärgerte den Stadtrat massiv. 1874 wurde Vollmer von seiner Stellung entlassen. Bürgermeister Franz Franckenberg warf ihm vor, dass er „den Bau auf eine unverantwortliche Weise verschleppte, allen Weisungen und Anordnungen der Stadtbehörde auf die raschere Förderung der Arbeiten hartnäckigen Widerstand entgegensetzte und überhaupt keinerlei Autorität über oder neben sich anerkennen“ würde. Entlassung und Kritik bescherte ihm einen ambivalenten Ruf in der Bürgerschaft.
Im Konflikt mit der Stadt rächte sich Volmer an seinem Bauherrn durch das Anbringen von spöttischen Devisen im Innen- und Außenbereich des Rathauses wie z. B. „Videant consules! – Et lux luceat eis!“ (Die Ratsherren mögen wachsam sein und  das Licht möge ihnen leuchten!, an der Seite, noch vorhanden) und „Boves intrant – oves exeunt“ (Als Ochsen gehen sie hinein, als Schafe kommen sie heraus, über der Tür zum Sitzungssaal, einige Jahre später entfernt).
Später wurde seine Rolle positiver gewertet. Nach seinem Tod verhallte die Kritik an ihm und Stadtverordneter August Baumann widmete ihm einen Nachruf, in welchem er Volmer als "liebenswürdigen Künstler" und "Erbauer unseres Rathauses" betitelt. Heute wird insbesondere seine Fähigkeit gewürdigt, die Restaurierung der historischen Bausubstanz durch eigene kreative und (im Sinne der Neorenaissance) sich in den Stil einpassenden Akzente zu ergänzen, ohne den Charakter des Bauwerks zu verstellen. Gelobt wird auch seine Art, nachträgliche Akzente durch Positionierung und Wahl der Baustoffe als solche sichtbar auszugestalten und nicht (wie es bei vielen anderen Architekten seiner Zeit üblich gewesen ist) einen historisierenden Eindruck erscheinen zu lassen.
Die Anschuldigungen der damaligen Stadtspitze wurden im Nachhinein auch dahingehend relativiert, dass Volmer eine Gratwanderung zwischen geforderter finanzieller Sparsamkeit und zahlreichen Wünschen aus der Paderborner Bürgerschaft eingehen musste. Die gute wirtschaftliche Lage brachte viele Paderborner dazu, Wünsche und Vorschläge zur weiteren Ausgestaltung ihres Rathauses zu äußern, welche Volmer ernstzunehmen durchaus gewillt war. Auch wird angeführt, dass die umfangreichen Schäden an der historischen Bausubstanz so im Vorhinein nicht einschätzbar gewesen seien.